# Karlskoga kommun
59°19′N 14°31′Ø / 59.317°N 14.517°Ø
Karlskoga kommune ligger i landskaperne Värmland og Närke i Örebro län i Sverige. Kommunens administrationscenter ligger i byen Karlskoga. Kommunens areal er på 510,38 km², befolkningstallet er 29.679 og befolkningstætheden er på 63,39 indb./km².
Historisk set har Karlskoga været en fattig kommune, hvilket i slutningen af 1800-tallet førte til storstilet emigration til Nordamerika. Stockholm i Wisconsin blev grundlagt af nybyggere fra Karlskoga.

## By
Karlskoga kommune har kun en by.
Indbyggere pr. 31. december 2005.
| #  | By        | Indbyggere |
| -- | --------- | ---------- |
| 1. | Karlskoga | 27.500     |

## Venskabsbyer
Karlskoga har ni venskabsbyer
- Danmark Aalborg
- Norge Fredrikstad,
- Finland Riihimäki,
- Island Húsavík,
- Rusland Ivangorod,
- Letland Olaine,
- Estland Narva,
- Italien Sanremo,
- USA Wheaton,

## Eksterne kilder og henvisninger
- Wikimedia Commons har flere filer relateret til Karlskoga kommun
- ”Kommunarealer den 1. januar 2012” (Excel). Statistiska centralbyrån.